# 9094 Butsuen
A 9094 Butsuen (ideiglenes jelöléssel 1995 WH) a Naprendszer kisbolygóövében található aszteroida. Takao Kobajashi fedezte fel 1995. november 16-án.